# Các công dân! Đây là một tuyến đường phố rất nguy hiểm do pháo kích.

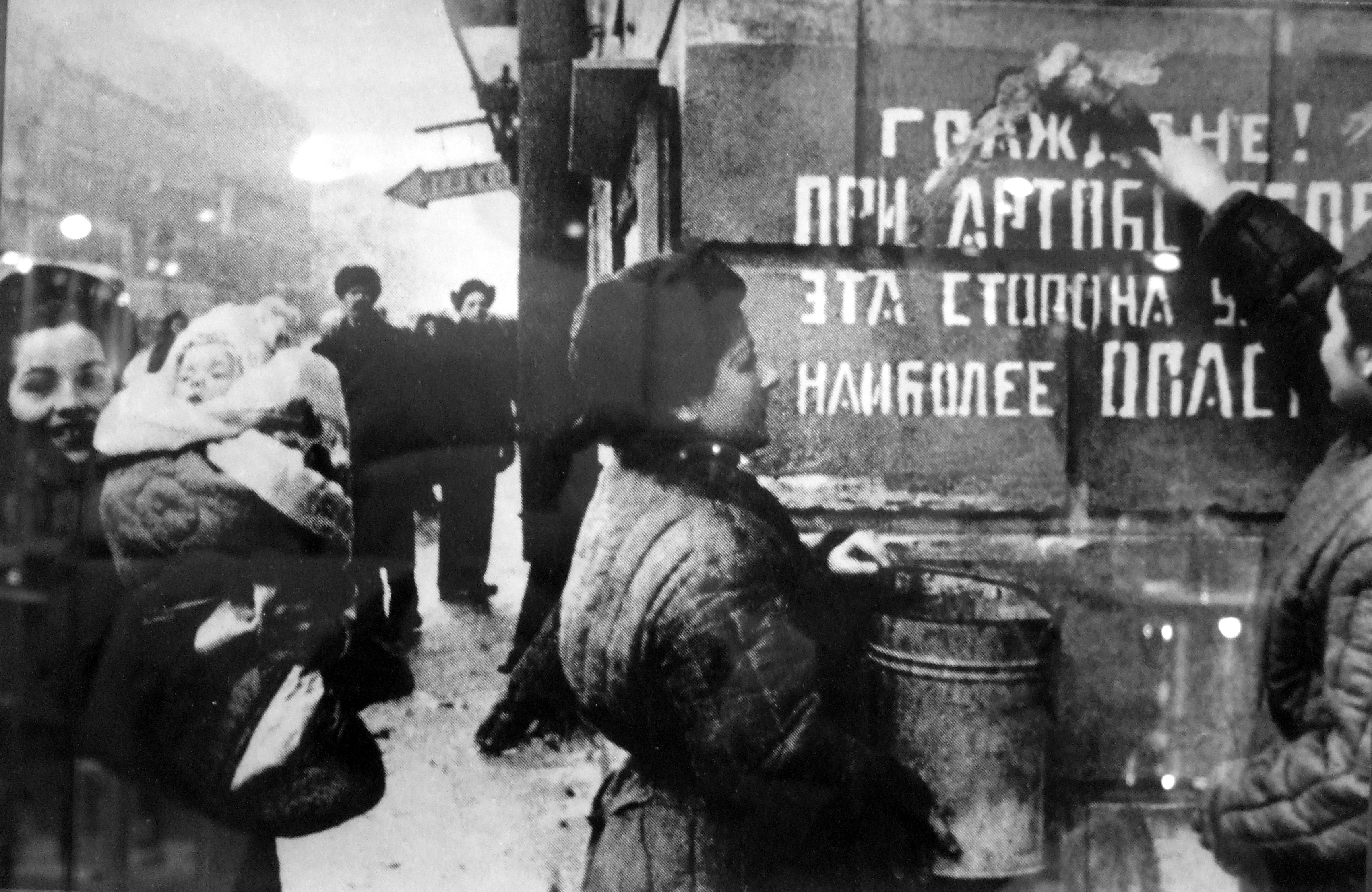
Từ ngày 27 tháng 1 năm 1944, người dân Leningrad bắt đầu xóa dòng chữ trên tường: "Các công dân! Đây là một tuyến đường phố rất nguy hiểm do pháo kích".

Các công dân! Đây là một tuyến đường phố rất nguy hiểm do pháo kích (tiếng Nga: Граждане! При артобстреле эта сторона улицы наиболее опасна) là một thông điệp cảnh báo xuất hiện trên các tuyến phố của thành phố Leningrad trong thời kỳ thành phố bị bao vây bới quân Đức Quốc xã trong Chiến tranh thế giới thứ hai.

## Bối cảnh
Quân Đức đã hoàn thành việc bao vây Leningrad từ ngày 8 tháng 9 năm 1941. Quân Phần Lan đã đến Sông Svir, cách thành phố khoảng 160 km về phía đông bắc, nhưng đã ngừng tiến công và duy trì tuyến phòng thủ ở khu vực này mà không tiến xa hơn về phía thành phố. Pháo binh Đức bắt đầu pháo kích vào thành phố từ ngày 4 tháng 9 năm 1941 và duy trì đến ngày 22 tháng 1 năm 1944. Có lúc thành phố phải chịu hơn 18 giờ pháo kích liên tục, ngày dài nhất là ngày 17 tháng 9 năm 1941, khi cuộc bắn phá kéo dài 18 giờ 33 phút. Từ ngày 4 tháng 9 đến ngày 31 tháng 12 năm 1941, khoảng 13.000 quả đạn pháo đã được bắn vào thành phố, và thêm 21.000 quả nữa vào năm sau. Từ tháng 9 năm 1941 đến tháng 12 năm 1943, các cuộc pháo kích đã giết chết 5.723 thường dân và làm bị thương 20.507 người. 

## Thông điệp cảnh báo
Những cảnh báo pháo kích bắt đầu xuất hiện ở phía bắc và đông bắc của các con phố, khi thành phố bị pháo binh tầm xa của Đức bắn phá từ Cao nguyên Pulkovo ở phía nam, và khu vực Strelna ở phía tây nam. Cảnh báo cũng xuất hiện ở Kronstadt, lần này là ở phía tây nam của các con phố, nơi mối nguy hiểm đến từ các các cuộc pháo kích của Đức từ Petergof.

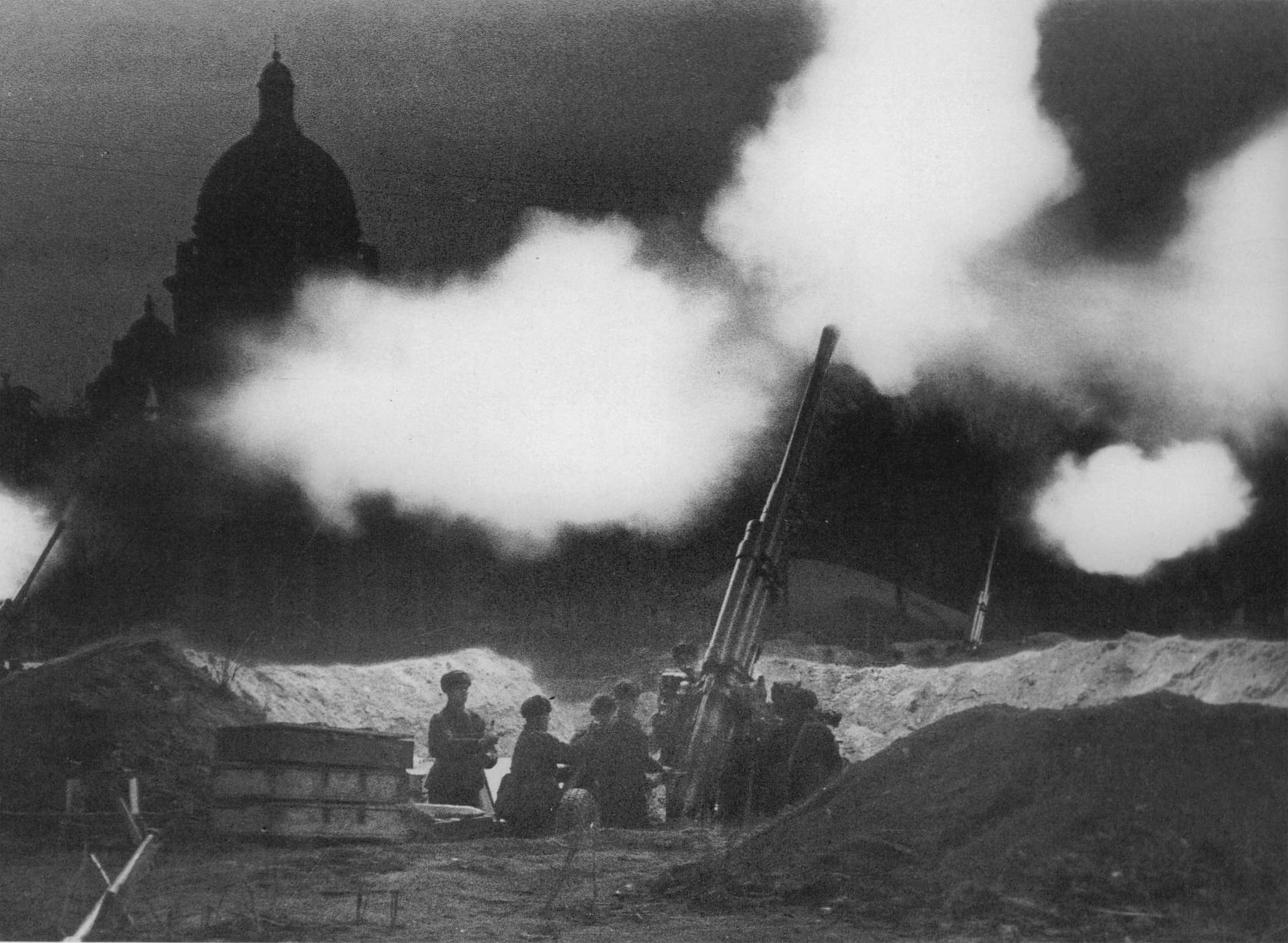
Một đơn vị pháo phòng không Liên Xô chống lại cuộc không kích của không quân Đức.

Đến năm 1944, khi thành phố Leningrad được giải vây, những cảnh báo này cũng dần biến mất.

## Di sản

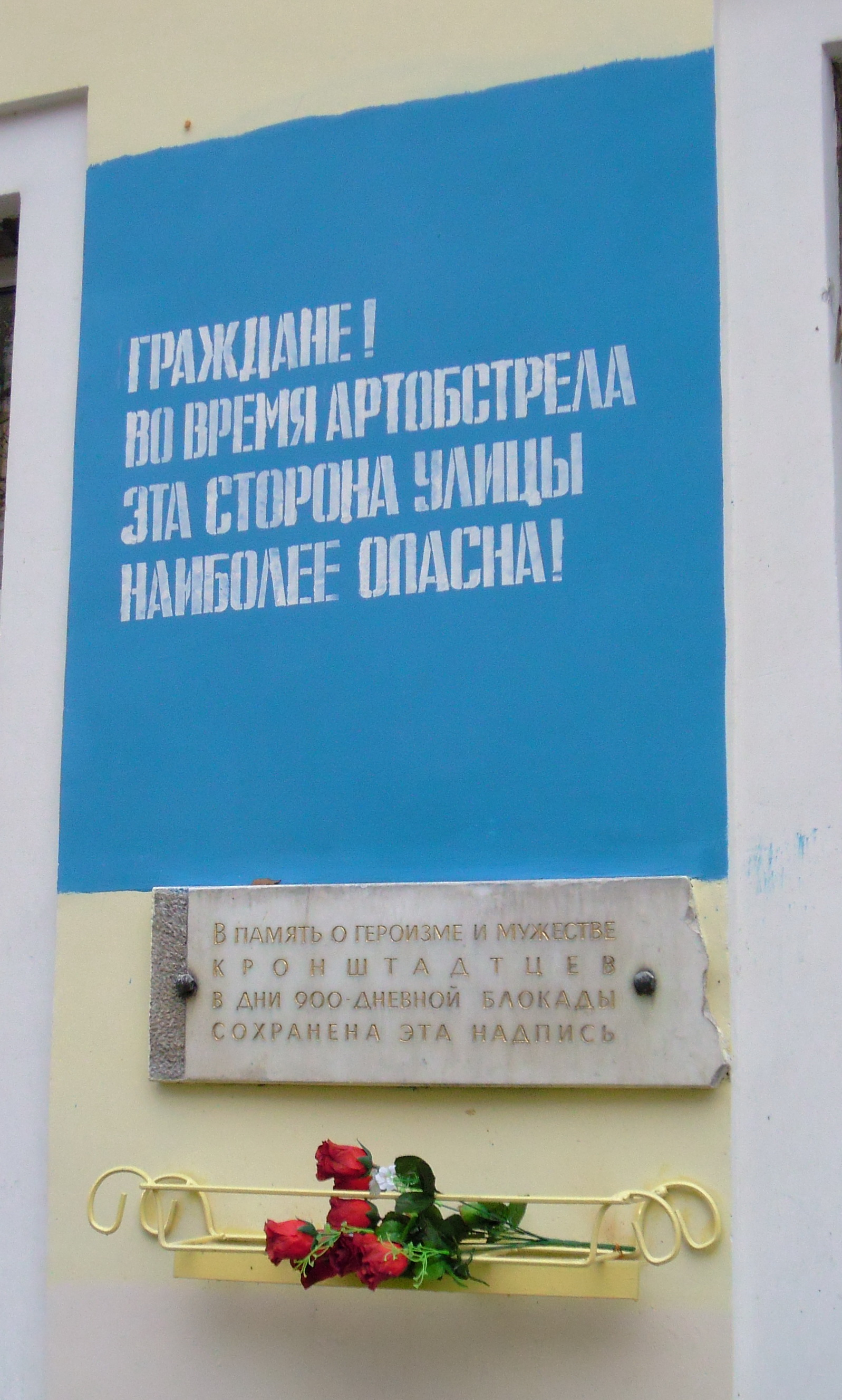
Thông điệp cảnh báo tại tòa nhà số 25 phố Ammerman.

Sau chiến tranh, một số thông điệp cảnh báo đã được tái tạo trên một số tòa nhà trong thành phố. Năm 1962, thông điệp được tái tạo trên tòa nhà trường học số 210 phố Nevsky Prospekt thông qua sáng kiến của nhà thơ Mikhail Dudin. Trong vài năm tiếp theo, một số thông điệp khác đã được tái tạo tại nhiều địa điểm trên khắp thành phố, bao gồm tại Nhà của các chuyên gia tại số 61 Lesnoy Prospect vào năm 1968, và tại Tòa nhà số 7 trên Đường 22 của Đảo Vasilyevsky vào năm 1969, Số 17/14 Phố Posadskaya và Số 25 Phố Ammerman...